# Nitranská župa (1923–1928)
Nitranská župa (slovensky Nitrianska župa, oficiálně župa XVI) byla jednotka územní správy a samosprávy zavedená v prvorepublikovém Československu v rámci nového župního zřízení. Existovala v letech 1923–1928, měla rozlohu 8 876 km² a jejím správním centrem byla Nitra.

## Vznik a zrušení župy

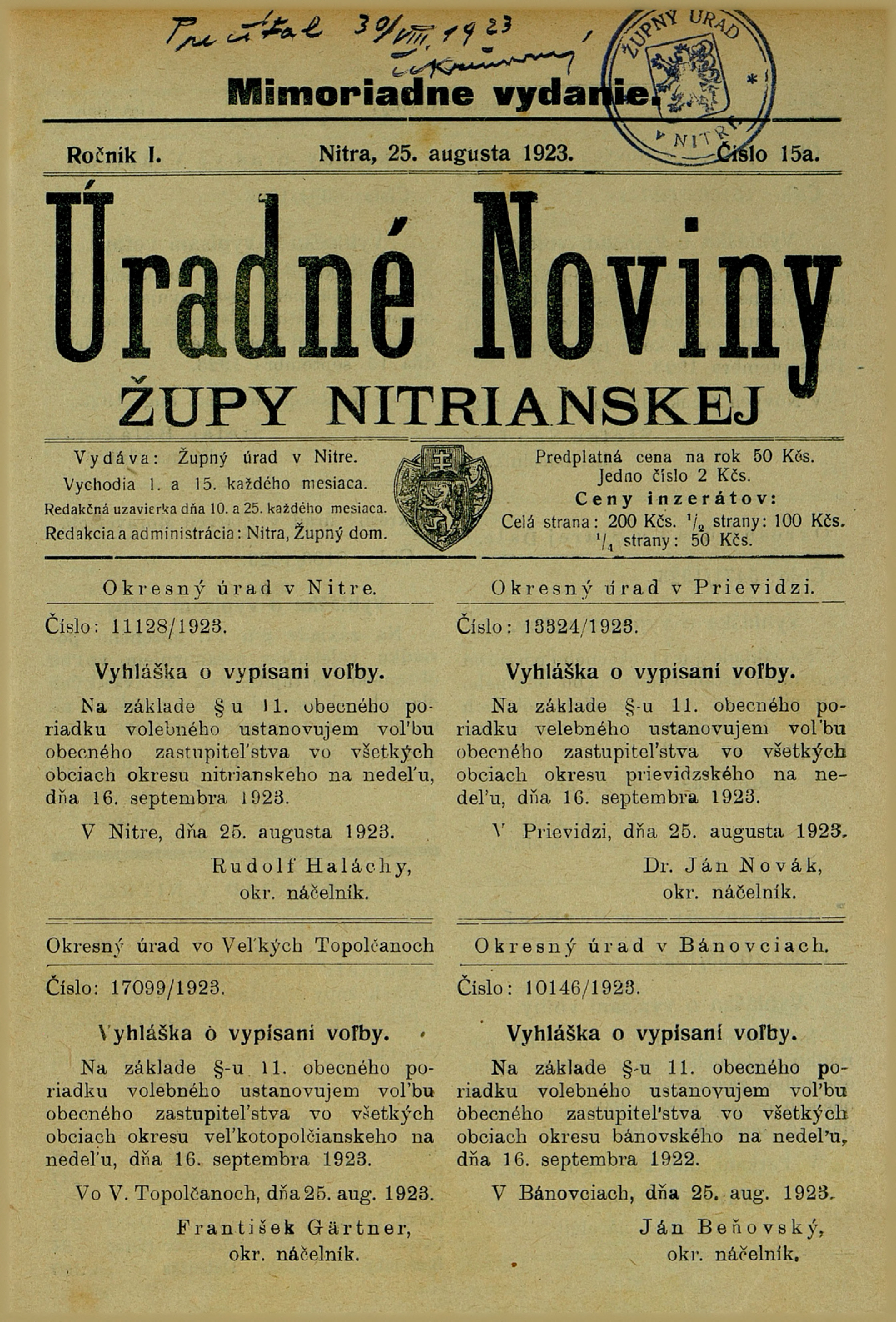
Úřední noviny Nitranské župy (1923)

Po zániku Uherska v roce 1918 byla původní uherská Nitranská župa převedena v takřka nezměněném územním rozsahu do správního systému Československé republiky jako Nitranská župa. Toto provizorní postuherské uspořádání trvalo jen do roku 1922. V roce 1920 byl přijat zákon č. 126/1920 Sb. o zřízení župních a okresních úřadů v republice Československé, kterým mělo být celé území Československa (kromě Prahy a Podkarpatské Rusi) rozděleno do 21 žup. Jednou z nich byla i Nitranská župa, nyní vymezená v nových hranicích jako jedna z šesti žup zřízených na území Slovenska. Ve srovnání s historickými (uherskými) župami byl jejich rozsah větší a proto se jim na Slovensku říkalo veľžupy. Nitranská župa měla pořadové číslo XVI. Zákon stanovil vznik župního úřadu v čele s županem, který byl vládou jmenovaným státním úředníkem, a župního zastupitelstva coby samosprávného sboru. Při župním zastupitelstvu měl být zřízen župní výbor, župní finanční komise a další komise. Nitranská župa měla být součástí nadregionálního župního svazu v hranicích celého Slovenska.
Župní zřízení čelilo od počátku silné kritice a bylo do praxe uvedeno až roku 1923 pouze na Slovensku. Dne 30. září 1923 se zde konaly volby do župních zastupitelstev. Županem Nitranské župy byl jmenován Jan Jesenský.
Dne 14. července 1927 byl přijat zákon č. 125/1927 o organizaci politické správy, rušící župy a zavádějící zemskou soustavu, účinný od 1. července 1928. Nitranská župa se stala součástí země Slovenské. Na rozdíl od českých zemí, kde hranice žup byly zachovány alespoň jako vymezení volebních krajů pro volby do Poslanecké sněmovny Národního shromáždění republiky Československé, byly župy na Slovensku jako správní jednotky zcela eliminovány.
Župy byly obnoveny na území Slovenska ještě v letech 1939–1945 za Slovenského státu. Tehdy vznikla i nově vymezená Nitranská župa.

## Územní vymezení župy
Nitranská župa zahrnovala pás probíhající v poledníkovém směru napříč západním Slovenskem, od Bánovců nad Bebravou, podél řeky Nitry k městu Nitra, přes Nové Zámky a dál na jih až na státní hranici s Maďarskem a odtud na východ k ústí řeky Ipeľ. Skládala se z 9 okresů.